# 差乌拉哈尔
差乌拉哈尔（英語：Chaulahar），是孟加拉国巴里萨尔专区巴里萨尔县的一个村落。